# Emigrate
Gli Emigrate sono un gruppo alternative metal tedesco capitanato da Richard Kruspe, chitarrista e membro fondatore dei Rammstein. La band è uno studio project, quindi una band che non suonerà mai live, per permettere ai suoi membri (primo su tutti Kruspe) di dedicarsi al touring con le proprie band.

## Storia
Il gruppo ebbe inizio come progetto alternativo di Richard Kruspe nel 2007, quando i Rammstein decisero di prendersi un anno di pausa da registrazioni e apparizioni live, anche se, come Kruspe stesso ha spiegato in varie interviste, aveva già avuto l'idea degli Emigrate nel periodo di Mutter. Inizialmente il progetto avrebbe dovuto coinvolgere anche Till Lindemann, cantante dei Rammstein, ma l'idea non piacque al gruppo e Richard preferì proseguire da solo.
Il 5 settembre del 2006, agli iscritti alla newsletter ufficiale dei Rammstein venne inviato un invito ad iscriversi alla newsletter degli Emigrate, insieme alla possibilità di scaricare dal sito la canzone Wake Up, un'anticipazione dell'imminente album. Tre estratti di canzone vennero inserite sul loro sito: My World, Babe e Temptation. I fans votarono Babe come loro preferita, e ai destinatari della newsletter fu data l'opportunità di scaricare la canzone intera a partire dal 29 novembre 2006. Per loro venne resa disponibile per il download anche My World, il 21 maggio 2007 in occasione dell'inaugurazione del sito ufficiale.
Il video di My World, pubblicato sul sito ufficiale, è stato incluso anche nell'edizione limitata dell'album, mentre il brano è stato inserito nella colonna sonora del terzo film della saga di Resident Evil, Resident Evil: Extinction.
Il 24 luglio 2014 viene presentato il teaser trailer del secondo album del gruppo. L'album, intitolato Silent So Long verrà pubblicato il 17 novembre 2014.
Il 19 ottobre 2018 è stato pubblicato il video ufficiale della nuova canzone 1234, uno dei singoli del nuovo album.
Il 30 novembre 2018, giorno della pubblicazione del nuovo album A Million Degrees, è stato pubblicato il video della canzone You Are So Beautiful.
Il 12 novembre 2021, viene pubblicato l'album The Persistence of Memory, anticipato dai singoli Freeze My Mind, You Can't Run Away e Always On My Mind. Quest'ultima canzone vede nuovamente la collaborazione con Till Lindemann, cantante dei Rammstein, dopo Let's Go, brano contenuto nel precedente album. 

## Formazione

### Formazione attuale
- Richard Kruspe – voce, chitarra solista (2007-presente)
- Olsen Involtini – chitarra ritmica (2007-presente)
- Arnaud Giroux – basso, cori (2007-presente)
- Mikko Sirén – batteria (2013-presente)

### Ex componenti
- Henka Johansson – batteria (2007-2008)
- Joe Letz – batteria (2008-2013)

## Discografia

### Album
- 2007 – Emigrate
- 2014 – Silent So Long
- 2018 – A Million Degrees
- 2021 – The Persistence of Memory

### Singoli
- 2007 – My World
- 2007 – New York City
- 2008 – Temptation
- 2018 – 1234
- 2018 – You Are So Beautiful
- 2019 – War
- 2021 – Freeze My Mind
- 2021 – You Can't Run Away
- 2021 –  Always On My Mind

### Video musicali
- My World
- New York City
- Eat You Alive
- 1234
- You Are So Beautiful
- I'm Still Alive
- You Can't Run Away